# マイケル・ブルースター
マイケル・ブリュスター（Mike Brewster、1989年7月27日 - ）はフロリダ州オーランド出身の元アメリカンフットボール選手。NFLのジャクソンビル・ジャガーズに所属していた。ポジションはオフェンシブラインマン。

## 経歴
高校時代は、グレッグ・マシューズとチームメートだった。3年次にはUSAトゥデイ、パレード誌、EAスポーツから高校生のオールアメリカンに選ばれた。2008年には、Rivals.com からは、全米4位のタックルに、Scout.comからは、五つ星、センターとしては全米1位に評価された。
オハイオ州立大学に入学し、1年次に負傷した選手に代わり、先発センターの座をつかむと、そのままポジションを確保、大学記録となる49試合連続先発出場を果たした。2008年にはフレッシュマンオールアメリカンに選ばれた。2010年にはオールアメリカンのセカンドチーム、ビッグ・テン・カンファレンスのファーストチームに選ばれた。またリミントン賞のファイナリストにも残った。このシーズンチームは、シュガーボウルでアーカンソー大学を31-26で破った。NFLドラフトへのアーリーエントリーも考えたが、大学に残った。2011年のシーズン開幕前には、アウトランドトロフィーやリミントン賞の候補の1人になった。この年カンファレンスのセカンドチームに選ばれた。翌年1月のシニアボウルにも出場した。
2011年5月には、スポーツ・イラストレイテッドより、翌年のNFLドラフト候補としてセンターでは最も高く評価されたが、4年次終了時には、控えセンターとしてドラフト下位での指名が予想される程度となり、スポーツ・イラストレイテッドによる予想もドラフト5巡指名となった。結局、2012年のNFLドラフトでは指名されず、2012年4月28日、ドラフト外フリーエージェントでジャクソンビル・ジャガーズと契約を結んだ。
2012年、シンシナティ・ベンガルズ戦の後半より左ガードとして出場。第3週のインディアナポリス・コルツ戦で初先発を果たした。12月2日のバッファロー・ビルズ戦で左手を骨折し、12月11日に故障者リスト入りした。